# 菊池野
菊池野（きくちの）は国立療養所菊池恵楓園入所者自治会の月刊機関誌で1951年創刊。入所者、職員、関係者の投稿よりなり、ハンセン病の歴史の資料ともなっている。内容は、園長その他の人の挨拶、ハンセン病について、治療について、入所前の生活について、園内での生活、色々な問題点、園内での文化体育活動、（特に短歌、俳句、創作、エッセイ、絵画、写真、レクリエーション）、昔の歴史や、見学の記録や啓発活動など極めて多彩である。他の園からも同様な雑誌が発行されている。

## 歴史
- 菊池野の前身　檜の影
- 1951年5月　「菊池野」創刊号発行。発行人は当時の自治会長　増重文　編集人　佐藤忠雄
- 1957年10月　通巻50号　当時の編集人は新田進
- 1962年3月　通巻100号　当時の編集人は増葦雄
- 1966年3月　通巻150号　編集人は山村
- 1970年4月　通巻200号　編集人は内海俊夫
- 1975年4月　通巻250号　編集人は菊池章
- 1979年4月　通巻300号　編集人は川田健二
- 1988年4月　通巻400号　編集委員会編集
- 1989年4月　編集人は杉野桂子が就任(ひきつづき2014年の通巻700号も）
- 1996年8-9月号　通巻500号
- 2005年3-4月号　通巻600号
- 2014年2-3月号　通巻700号

## 創刊当時の情勢
- 菊池恵楓園では新薬プロミンによる全快退所者第１号を出したが、増床１千床という第２の無らい県運動の時期である。昭和26年1月に全国国立らい療養所協議会が設立された。

## 菊池野にでてくる著名人
- 昭和37年の文芸特集号には、山本健吉、谷川雁、椎名麟三が文芸特集号の選者となっていた。塔和子は詩を書いていた。

## 他のハンセン病療養所の雑誌名
- 国立療養所奄美和光園:「和光」
- 国立療養所大島青松園:「青松」
- 国立療養所沖縄愛楽園:「すむいで」（新聞形式）
- 国立療養所邑久光明園:「楓」
- 国立療養所栗生楽泉園:「高原」
- 国立駿河療養所:「御厨」（みくりや）
- 国立療養所多磨全生園:「多磨」
- 国立療養所東北新生園:「新生」
- 国立療養所長島愛生園:「愛生」
- 国立療養所星塚敬愛園:「姶良野」（あいらの）
- 国立療養所松丘保養園:「甲田の裾」
- 国立療養所宮古南静園:「南静」（短期間）